# Vincze Márton (színművész)
Vincze Márton (Pécs, 1982. december 24. –) magyar színész.

## Életpályája
Kilencéves korától a budapesti Nádasdy Kálmán Művészeti Iskolában tanult, majd a Budai Nagy Antal Gimnáziumban érettségizett. Színészi tanulmányait a Kolibri Színházban kezdte, majd több színházban és produkcióban is szerepelt. 2017–2020 között a Színház- és Filmművészeti Egyetem hallgatója volt, Kiss Csaba osztályában.

## Színházi szerepei

### Veres1 Színház
- A Meseautó: Pityu
- Szép nyári nap: Sanya
- A Padlás: Üteg

## Filmes és televíziós szerepei
- Ida regénye (2022) ...Munkás
- Blokád (2022) ...Taxisofőr
- Veszélyes lehet a fagyi ...Mentős
- Szimpla Manus (2021) ...Rapaport Ignác
- Bátrak földje (2020) ...Tóth Antal
- 200 első randi (2019) ...Albert
- Oltári csajok (2018) …Futár
- Váltságdíj (2018)
- A Viszkis (2017) ...Zoli
- Hacktion: Újratöltve (2013)
- Presszó (2008)
- Életképek (2008) ...Feri